# Konkrece

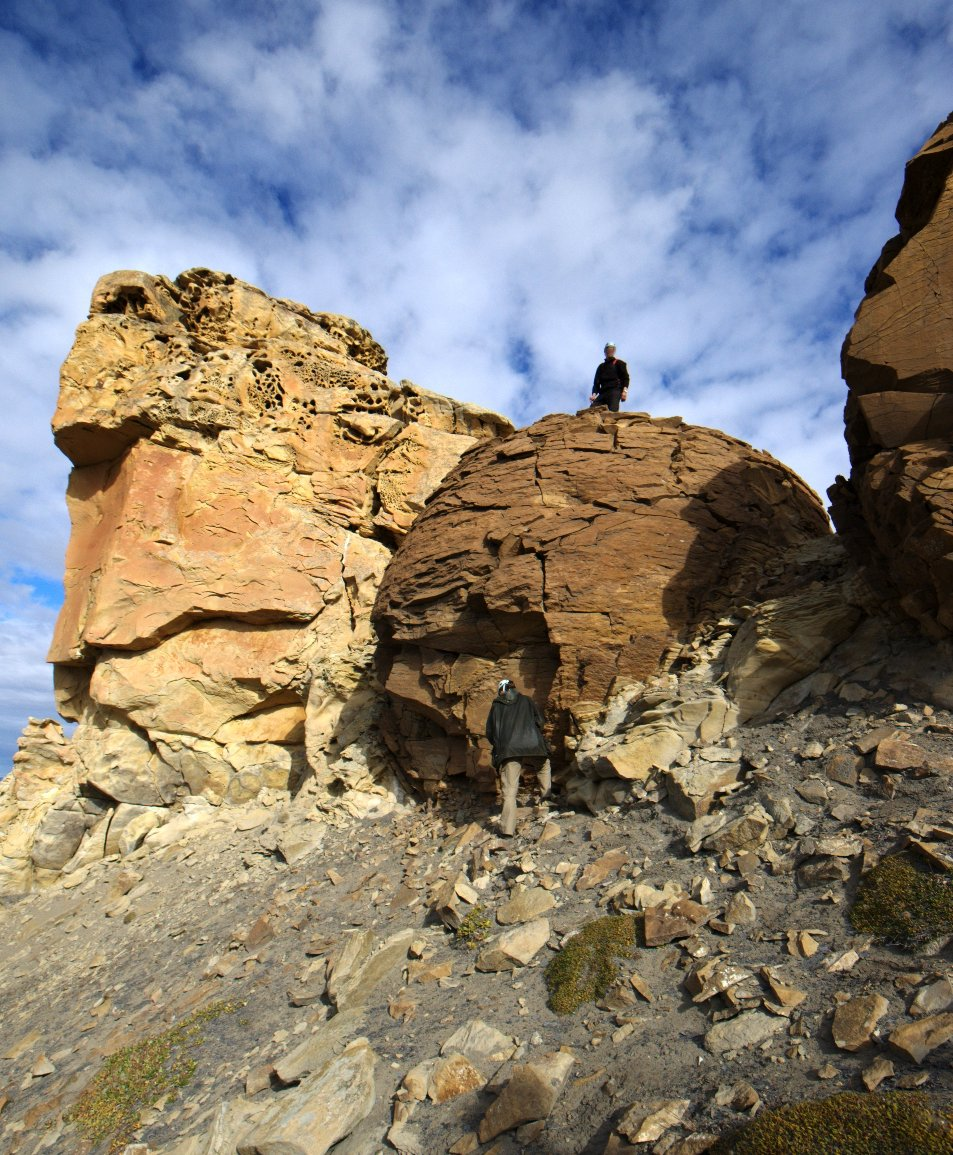
Obří konkrece, tzv. dělová koule, na pobřeží poloostrova Jameson Land, východní Grónsko

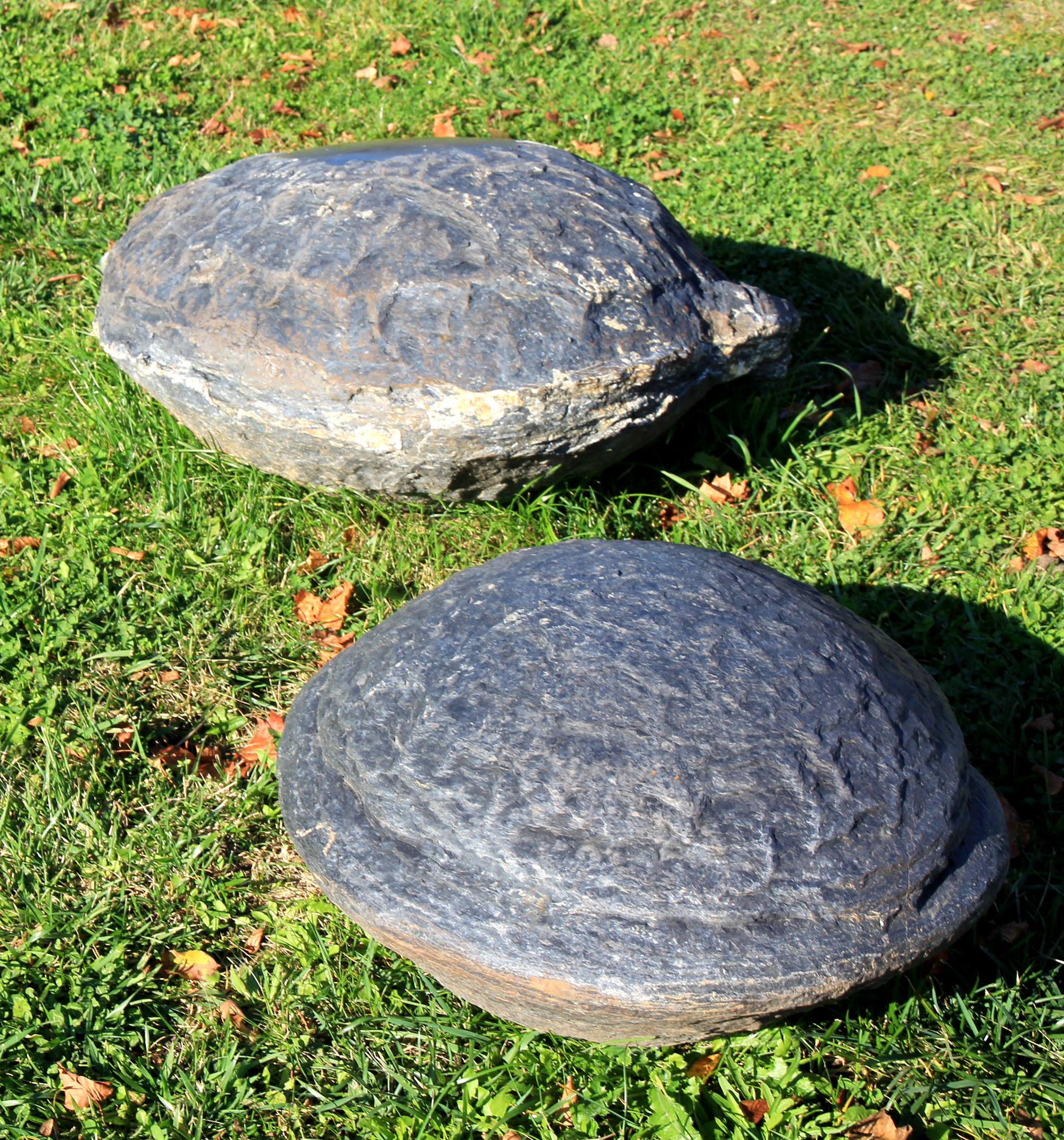
Konkrece čočkovitého tvaru z Císařského ostrova v Praze

Konkrece je specifický minerální agregát, pevný a tvrdý tvar, vzniklý zahuštěním a spojením minerálů kolem určitého jádra v sedimentárních horninách a půdách.

## Původ slova
Pojmenování konkrece vzniklo spojením latinských slov con (spolu) a crescere (růsti). Takto vytvořený latinský výraz concretio znamená v českém překladu zhuštění.

## Vznik a vzhled
Konkrece mívají velmi často kulovitý nebo vejčitý tvar, avšak existují i konkrece nepravidelných tvarů. Základem vzniku konkrece je obvykle jádro, kolem něhož se začnou zhutňovat a zahušťovat minerální látky z okolního prostředí. Tímto jádrem bývá nějaký cizorodý prvek, nezřídka organického původu – například list či jiná část rostliny, zub, malý organismus apod. Jako základ jádra konkrece může posloužit i zrnko písku nebo dokonce tak cizorodý materiál, jako jsou střepiny munice, jak ukazují nálezy sideritových konkrecí, vznikajících kolem těchto pozůstatků bojů z období 2. světové války v slaných pobřežních mokřinách v hrabství Lincolnshire na východě Anglie. Často se konkrece začaly vytvářet také kolem různých fosilií, s čímž souvisel již od 18. století zájem sběratelů o tyto zvláštní útvary. V tvorbě některých druhů konkrecí hraje roli i působení bakterií.
Rovněž velikost konkrecí bývá značně rozdílná – od několika milimetrů až po tvary o průměru několika decimetrů a dokonce i několika metrů.

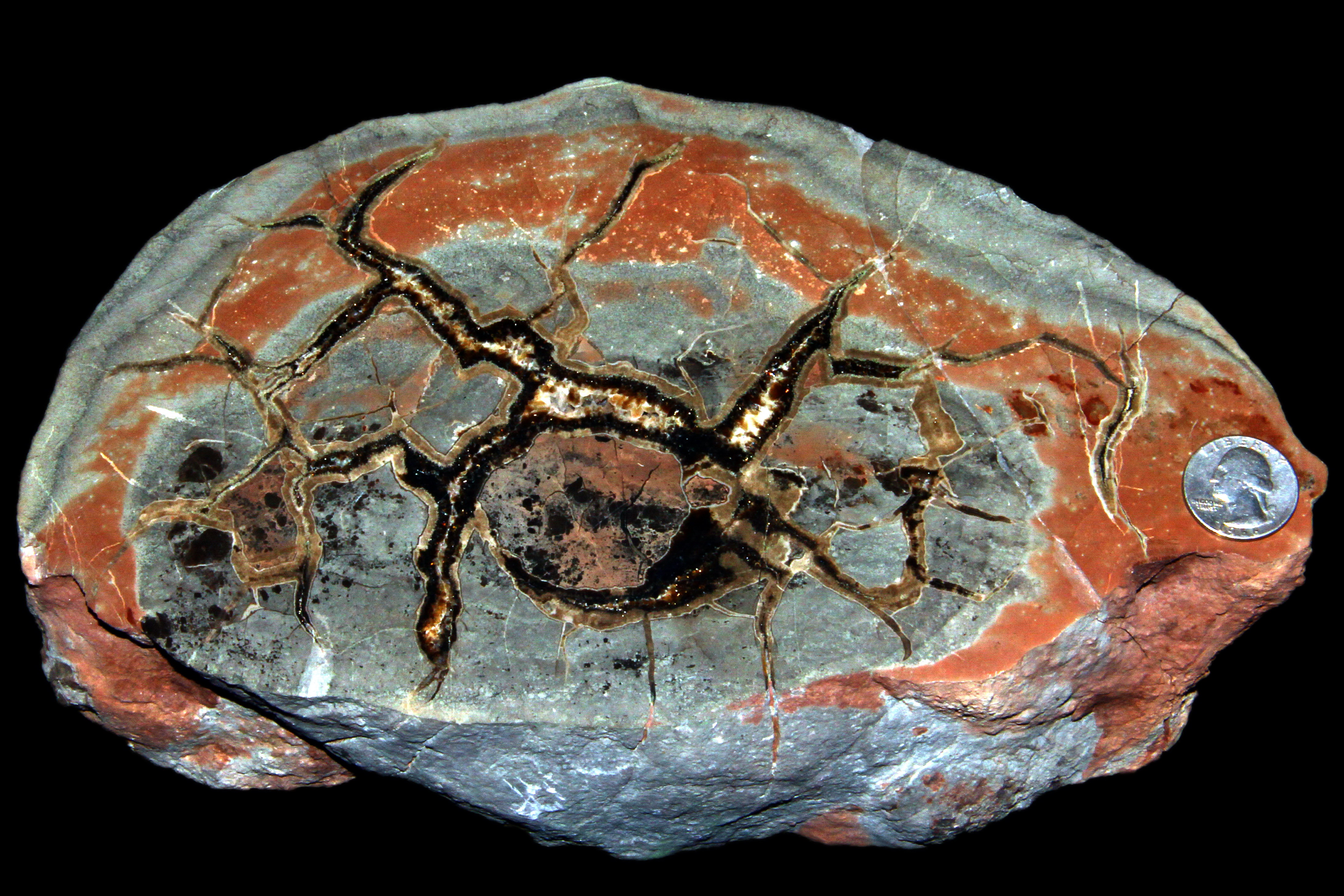
Septárie z okolí Nowého Kościóla, Dolnoslezské vojvodství, Polsko

## Druhy konkrecí a jejich výskyt
Druhy konkrecí i jejich složení bývají velmi rozmanité – hlavní složkou může být uhličitan vápenatý, křemičitany, hematit, goethit, pyrit, markazit, dolomit, siderit, baryt a další. S výskytem různých druhů konkrecí se lze setkat nejen na souši všech kontinentů, ale i na mořském dně. Odhaduje se, že ve světovém oceánu by mohlo být nejméně 300 miliard tun zásob manganové rudy, a to převážně v podobě železito-manganových konkrecí, nalézajících se na jeho dně. Nejběžněji se konkrece vyskytují v břidlicích, prachovcích a pískovcích.
Jednotlivé druhy konkrecí bývají popisovány z hlediska jejich složení, tvarů, velikostí a vzniku. Specifickým druhem jsou například septárie, což jsou konkrece z jílovitých sedimentů. Pro jejich vzhled je charakteristická síť vnitřních trhlin, které vznikly při diagenezi a nezřídka bývají vyplněny druhotnými minerály. Největší ukázky kulovitých septárii, které měří až 3 metry v průměru, lze spatřit na Novém Zélandu (Moeraki Boulders na pobřeží Jižního ostrova a okolí Hokianga Harbour na Severním ostrově).

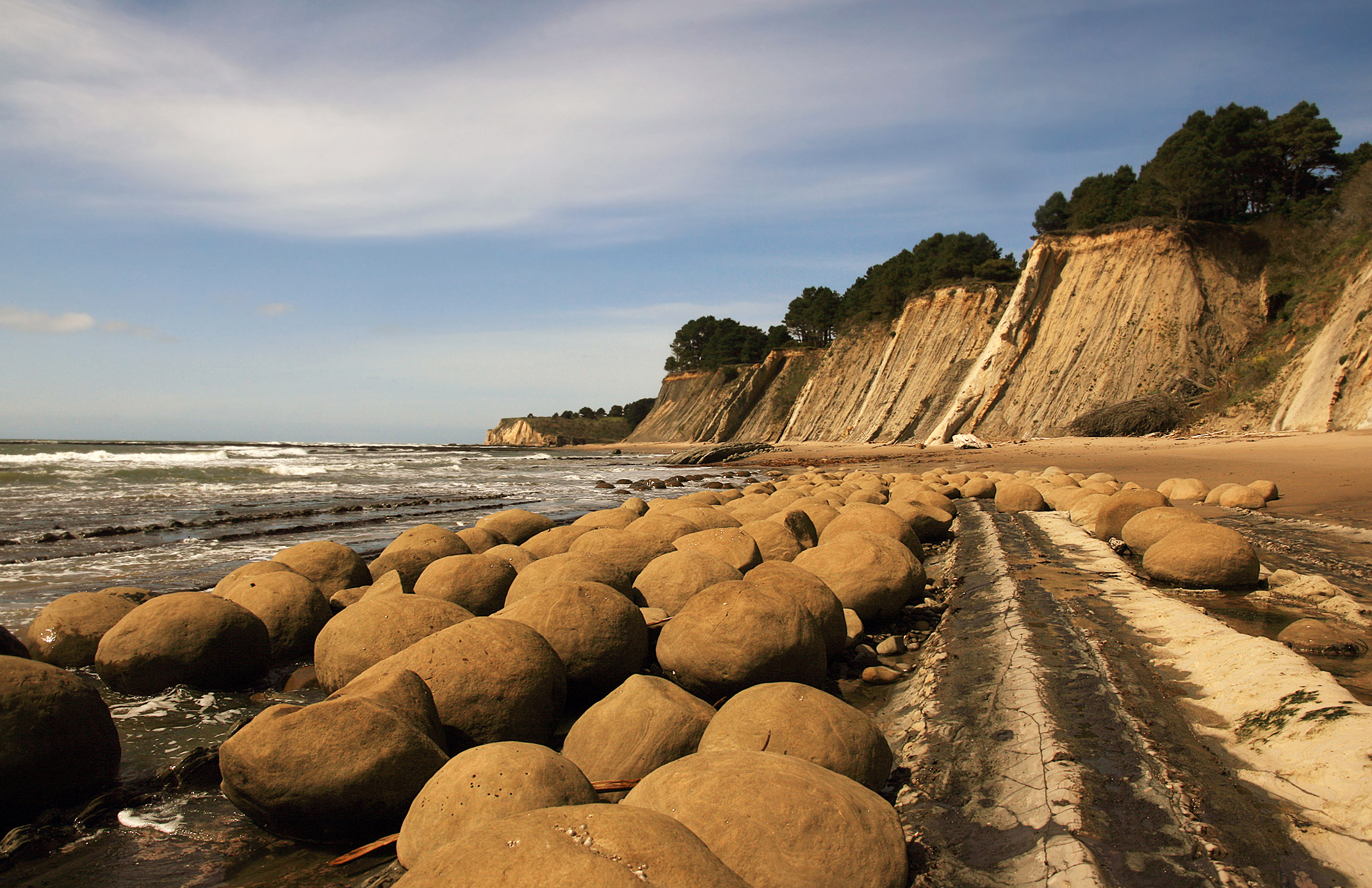
Konkrece v podobě dělových koulí na pláži Bowling Balls Beach v oblasti Mendocino county v Kalifornii, USA

Velké kulovité konkrece bývají obvykle uváděny pod názvem dělové koule, anglicky Cannonball. S tímto pojmenováním souvisí i název řeky Cannonball River v Severní Dakotě (USA), v jejímž okolí se vyskytují koule, které mají až 3 metry v průměru. Obří dělové koule o velikosti až 6 metrů se vyskytují i na jiných místech USA, například v přírodním parku Rock City (Skalní Město) jižně od Minneapolisu v Kansasu.
Ve světě je známa řada dalších lokalit – například Qasr El Sagha u Fajjúmu v severním Egyptě (až 9 metrů velké kulovité konkrece), dále v Kanadě, na Aljašce, v Grónsku, ve fjordu Van Mijenfjorden na Špicberkách, v Bosně a Hercegovině nebo v čínské provincii Chu-nan.
Příklad výskytu obřích kulovitých konkrecí typu cannoballs je doložen i ze střední Evropy, a to z česko-slovenského pomezí. Jedná se o lokalitu Megonky v okrese Čadca, která je chráněna jako přírodní památka.